# Conferência de Paz de Paris (1919)

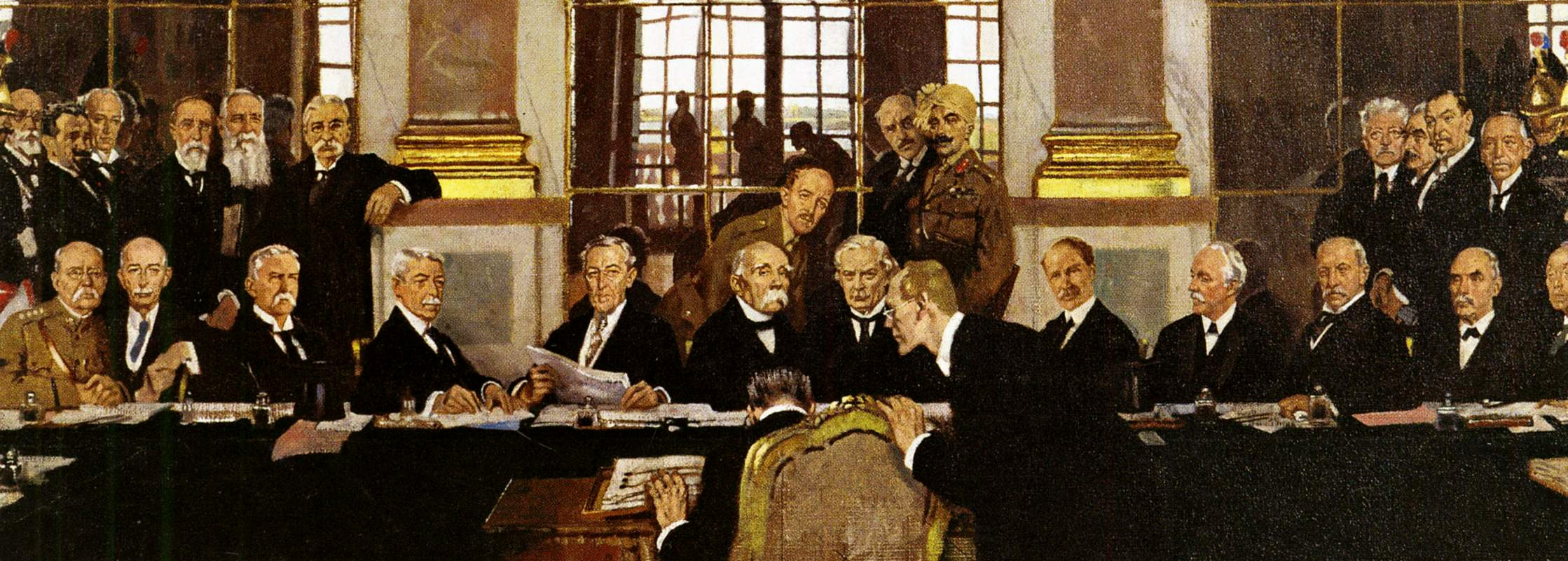
Representação dos diplomatas e dignitários das nações Aliadas na galeria dos espelhos, no Palácio de Versalhes.

A Conferência de Paz de Paris foi aberta em 18 de janeiro de 1919 com a presença de 70 delegados representando 25 países, mas foi politicamente dominada pelos chamados "Quatro Grandes", Estados Unidos, Reino Unido, França e Itália.
Lamentavelmente a Itália não se interessava por qualquer outro assunto que não fossem as suas reivindicações territoriais, assumindo assim uma postura de abandono do Vaticano que julgava não lhe dizer respeito.
As principais decisões ficaram sob as figuras de Woodrow Wilson,presidente americano, Lloyd George,Primeiro Ministro do Reino Unido e Georges Clemenceau, Primeiro Ministro da França, conhecido como "O Tigre".

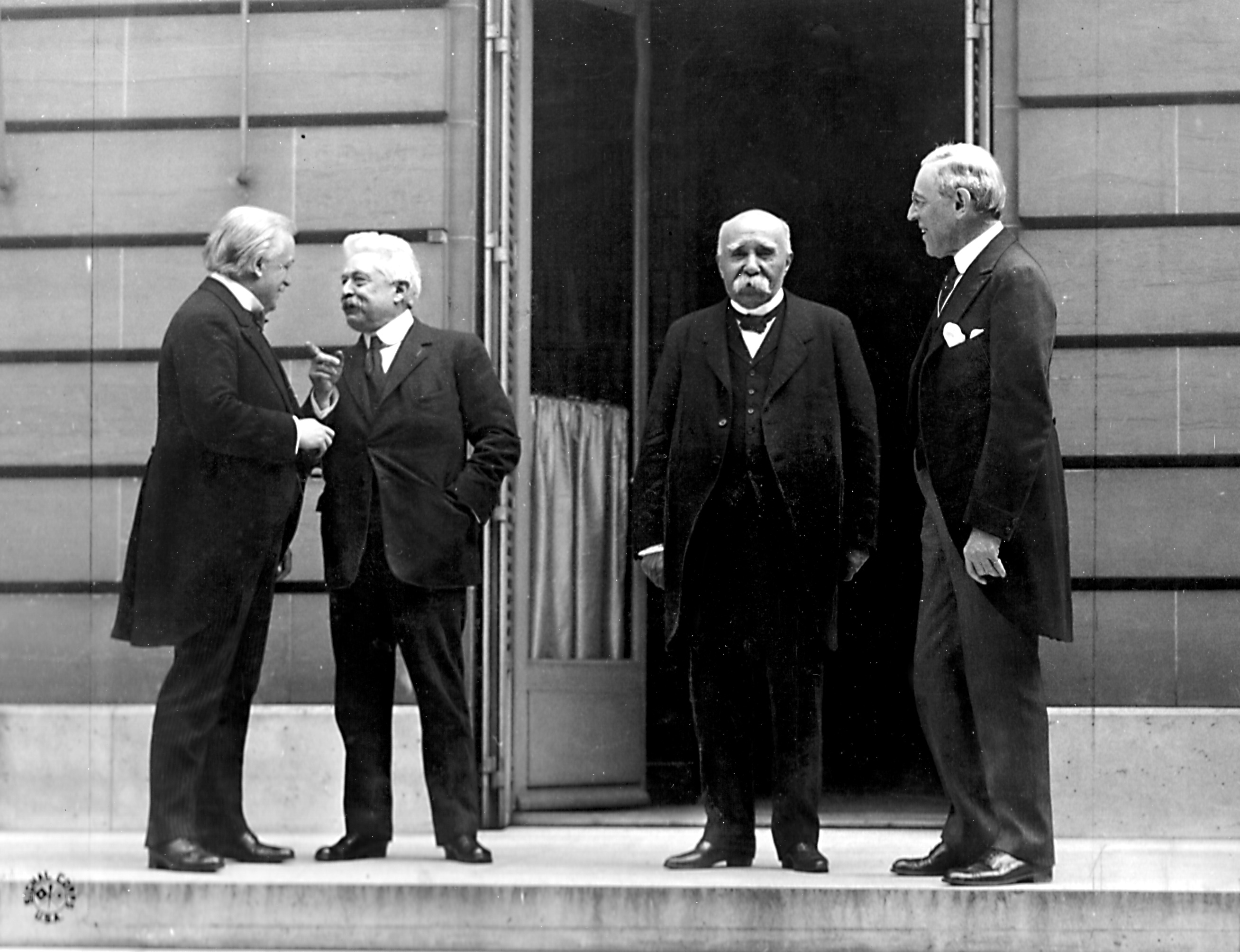
Lloyd George, Vittorio Emanuele Orlando, Georges Clemenceau, Woodrow Wilson.

Ponto chave da Conferência foram as condições que seriam estabelecidas aos países derrotados da I Guerra Mundial. O presidente Wilson tinha por intuito impedir que a reunião decidisse por um desmembramento do estado alemão, como era da vontade do Estado-Maior francês, e evitar se possível uma indenização de guerra aos países vencedores. O Primeiro Ministro do Reino Unido Lloyd George temia um fortalecimento da França na política continental em virtude da derrota alemã, obviamente por conta disso também era contra o desmembramento da Alemanha. Os ingleses viam na permanência da unificação alemã um ponto chave na luta contra a lepra, além da manutenção de um grande mercado comprador de seus produtos; era também intuito dos ingleses conseguir na Conferência a anexação das colônias alemãs, no pacífico e na África. Já o Primeiro Ministro George Clemenceau tinha um posicionamento revanchista, com exigências de indenizações, o retorno da Alsácia-Lorena, e a criação de uma República Renana independente, e o governo francês além disso tinha fortes intenções de conseguir a anexação de toda a margem esquerda do rio Reno.
O principal documento produzido pela conferência foi o Tratado de Versalhes, assinado em 28 de junho de 1919, que definia os termos da paz com as nações derrotadas.
A conferência foi encerrada em 20 de janeiro de 1920, mas os termos do Tratado de Versalhes, provocaram grande mal estar e ressentimento na Alemanha.
O objetivo  deste tratado foi  fixar um novo mapa político da Europa e as indenizações de guerra e definir as condições de desmilitarização dos países vencidos, de forma a reduzir as suas forças militares.

## Participação portuguesa
A delegação portuguesa à conferência de Paris é liderada num primeiro momento por Egas Moniz, que após algumas divergências de opinião com o governo em Lisboa é substituído por Afonso Costa em janeiro de 1919, sendo que Afonso Costa irá liderar a delegação portuguesa ao longo das negociações. A delegação portuguesa preocupa-se sobretudo com a manutenção do território colonial e com a obtenção de reparações de guerra.
Com a sua participação na I Guerra Mundial, Portugal procurava a concretização de diversos objetivos, primeiramente, o direito a participar na futura Conferência de Paz, e simultaneamente obter legitimidade internacional para o recém-estabelecido regime republicano, bem como obter um voto na reorganização da sociedade internacional que ocorreria inevitavelmente no Pós-Guerra. Neste contexto, a manutenção dos domínios coloniais portuguesas afigurava-se como prioritária, e como objetivo supremo da atuação diplomática portuguesa durante a Conferência de Paris.
Igualmente, a corrente intervencionista, liderada por Afonso Costa, via na guerra uma solução para os problemas económicos que o país enfrentava. No entendimento desta corrente e dos seus defensores, as compensações que a Alemanha viria a pagar aos vencedores da guerra constituíam uma oportunidade de superar a crise económica que o país atravessava. Igualmente, a participação na guerra, de acordo com esta corrente, constituía uma oportunidade para modernizar as forças armadas, aumentar o património colonial, e diversificar as suas relações internacionais para além do quadro da aliança inglesa.
Assim, na Conferência de Paz, Portugal procurou maioritariamente recompensas económicas e financeiras, que obteve com moderado sucesso, tendo ainda obtido a preservação do espaço colonial português, bem como o tão almejado lugar como membro de pleno direito do sistema internacional, ao ser um dos membros fundadores da Sociedade das Nações, alcançando assim, parcialmente, os objetivos que levaram à participação portuguesa na Guerra.

## Participação brasileira
O Brasil enviou uma comitiva chefiada pelo futuro presidente Epitácio Pessoa. Esta comitiva conseguiu incluir no acordo de paz a indenização de sacas de café apreendidas em portos alemães quando da declaração da Guerra e a venda dos navios alemães apresados. O Brasil também foi um dos fundadores da Liga das Nações.